# La flecha amarilla
La Flecha Amarilla del tipo de telerrealidad, éste reúne a diez concursantes, divididos en dos equipos de cinco, se lanzan a la aventura de recorrer el Camino de Santiago mientras conviven y compiten en pruebas de diferente intensidad física y/o psíquica. Tres de ellos alcanzarán su objetivo pero solamente uno, el ganador, conquistará el premio final: cumplir el sueño de su vida. El programa se desarrolla a lo largo de 40 días, concebido como una "road movie", un tour de force compuesto por 13 etapas para recorrer más de 700 kilómetros a pie y en bicicleta. 
En definitiva, hablamos de escenarios únicos para acoger una aventura que trasciende el ámbito de las creencias y se convierte en un viaje alucinante, una experiencia de realidad muy fuerte. Un reto personal, un viaje interior, un cambio radical en sus vidas, con las cámaras de televisión como testigos de excepción.
Fue emitido por la ETB en 2004, con la conducción de Julian Iantzi. El programa tiene una duración de 14 x 75´ en horario de prime time.
El ganador final después de largas y duras etapas de desavenencias y exigentes pruebas, fue el bilbaíno Aitor, quedando finalistas la guipuzcoana Begoña y el también bilbaíno Vicente.
Participaron varios personajes locales conocidos como el montañero Juanito Oiarzabal, el futbolista navarro Goikoetxea, los pelotaris Titin y Capellán o el navarro Jacinto, ex de gran hermano.
- Datos: Q5963384